# Manstedten
Manstedten ist ein Ortsteil der Stadt Pulheim im Rhein-Erft-Kreis im deutschen Bundesland Nordrhein-Westfalen.

## Lage
Im Nordosten grenzt Manstedten an die Ortschaft Pulheim und im Südosten an die Ortschaft Geyen. Nordwestlich befindet sich Fliesteden.

## Geschichte
Manstedten wurde erstmals 1029 urkundlich erwähnt. Seit dem Mittelalter gehörte der Ort zum Amt Königsdorf im Kurfürstentum Köln. 1794 wurde der Ort von französischen Truppen besetzt. Zusammen mit Sinthern bildete Manstedten eine eigene Commune in der Mairie Freimersdorf im Kanton Weiden im Arrondissement de Cologne im Département de la Roer. Seit etwa 1812 gehörte Manstedten zur Mairie Pulheim.
Nach 1815 gehörte Manstedten zur Gemeinde Geyen in der Bürgermeisterei Pulheim (seit 1928 Amt Pulheim) im Landkreis Köln im Regierungsbezirk Köln. Am 1. Januar 1964 schied die Gemeinde Geyen mit Manstedten aus dem Amt Pulheim aus und wurde nach Brauweiler eingemeindet. Seit dem 1. Januar 1975 gehört es zur Stadt Pulheim.

## Kultur und Freizeit
Auf dem Conradshof werden seit 2006 Fahrer im Fahrsport ausgebildet. Des Weiteren kann man dort Unterricht auf Schulgespannen und auch auf seinem eigenen Gespann bekommen.

## Bauten
- Domhof: Der Hof wurde erstmals 1256 erwähnt. Der jetzige Hof wurde 1787 erbaut.
- Apollonia-Kalle, errichtet im 19. Jahrhundert
- Wegekreuz am Domhof, errichtet 1866
- Feldkreuz zwischen Manstedten und Sinthern, aus der 2. Hälfte des 19. Jahrhunderts.
- Weitere Hofanlagen:
- Conradshof 1844
- Jaspershof 1866
- Büttgeshof
- Kapellenhof
- Grafenhof